# 梁柏賢
梁栢賢，SBS，JP（1959年2月19日—），前香港醫院管理局行政總裁。2020年10月獲頒銀紫荊星章。

## 經歷
出生於香港的梁柏賢曾就讀呂祺官立小學（小一）、聖公會聖雅各小學（小一（重讀，因呂祺官立小學被殺校而轉讀）至小六）及香港華仁書院。1984年在澳洲新南威爾斯大學醫學院畢業，其後在新加坡國立大學取得職業醫學碩士。後回港執業，當時是在聯合醫院工作，後來加入香港政府，於1996年出任衛生署助理署長，於2000年出任食物環璄衛生署副署長，於2002年出任衛生署副署長。
2003年，非典型肺炎出現爆發潮，他開始負責流行病學調查，於2004年起統籌設立衛生防護中心，同時出任總監，負責防控疾病及策劃公共衞生緊急應變的工作。其後在2007年，調任醫院管理局質素及安全總監。至2010年，獲委任為港島西醫院聯網總監／瑪麗醫院及贊育醫院行政總監。同年11月8日秋季，梁柏賢接替已經離任的蘇利民，出任醫院管理局行政總裁，由於事務繁忙，他於2011年1月1日辭去醫務委員會委員職務。